# Eustrotia defuscata
Eustrotia defuscata là một loài bướm đêm trong họ Noctuidae.